# 洗皮奶酪

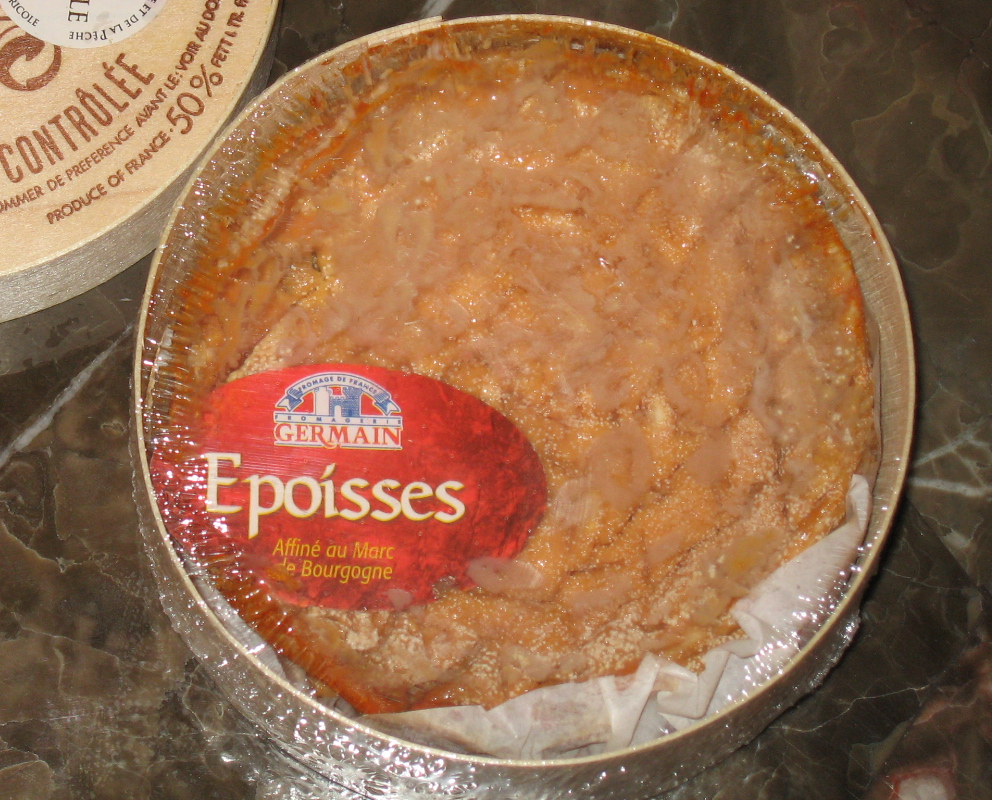
埃普瓦斯奶酪

洗皮奶酪是定期用各种液体（啤酒、葡萄酒、白兰地和香料）处理的乾酪，这会促进某些菌类在其表面的生长，从而赋予其独特的风味。该过程需要定期清洗，特别是在生产的早期阶段，因此与其他奶酪生产方法相比更加费力。洗皮奶酪有软硬之分。